# Гута (Поставский район)
Гута (белор. Гута) — деревня в Воропаевском сельсовете Поставского района Витебской области Беларуси. Население — 473 человека (2019).

## География
Деревня расположена в 35 км от города Поставы, на реке Голбица и озере Голбея.

## Название
В 1905 году, согласно преданию, купец Коган выкупил у графа Пшездецкого участок леса и в 1913 году построил стекольную мануфактуру, на которой работали крестьяне из окрестных деревень. Некоторые поселились возле мануфактуры. Так образовалась деревня Гута (в белорусском языке Гута — место, где производили изделия из стекла, традиционное белорусское название).

## История
В 1914 году деревня входила в состав Вилейского уезда Виленской губернии.
С октября 1920 года — в составе Срединной Литвы.
В результате советско-польской войны 1919—1921 гг. деревня оказалась в составе Лучайской гмины Дуниловичского повета Виленского воеводства (II Речь Посполитая).
В 1930 году — Гуту посещал президент Польши Игнацы Мосцицкий.
В сентябре 1939 года деревня была присоединена к БССР силами Белорусского фронта РККА.
С 1940 г. — в Дуниловичском районе Вилейской области БССР.
В 1947 году — в Голбейском сельсовете, 28 хозяйств.
С 20.01.1960 года — в Глубокском районе.
С 20.05.1960 года — в Воропаевском поселковом Совете.
С 1962 года — в Поставском районе.
В 2001 году — 273 дома, 742 жителя, стеклохзавод «Гута», средняя школа, библиотека, Дом культуры, фельдшерско-акушерский пункт.

## Достопримечательности
- Стела в память о земляках, погибших в годы Второй мировой войны (1967).